# جورج بیاسو
جورج بیاسو (انگلیسی: Georges Biassou، ۱ ژانویهٔ ۱۷۴۱ – ۱۴ ژوئیهٔ ۱۸۰۱)، انقلابی و یکی از رهبران اولیه بردگان بود که در سال ۱۷۹۱ در سنت-دومینگ قیام کردند و انقلاب هائیتی را آغاز کردند. دوتی بوکمن یک کشیش وودو پیشگویی کرده بود که بیاسو به همراه ژان فرانسوا و ژانو، انقلاب را رهبری می‌کند.
او مانند برخی دیگر از رهبران بردگان، در هائیتی مستعمره، همراه با سلطنت‌طلبان اسپانیایی علیه مقامات انقلاب فرانسه جنگید. بیاسو، که توسط متحد سابقش توسان لوورتور، که پس از وعده آزادی بردگان با فرانسوی‌ها متحد شده بود، شکست خورد، در خدمت تاج و تخت اسپانیا باقی ماند. او در سال ۱۷۹۵ از سانتو دومینگو عقب‌نشینی کرد و با خانواده‌اش به فلوریدا نقل مکان کرد که در آن زمان بخشی از مستعمره اسپانیایی کوبا بود.

هیسپانیولا - سنت دومینگو در یک سوم غربی و سانتو دومینگو در شرق.

## سنت دومینگ
جرج بیاسو در سال ۱۷۴۱ در سنت دومینگ، هیسپانیولا به دنیا آمد. هیسپانیولا جزیره‌ای است که در گذشته سنت دومینگ یک سوم غربی و سانتو دومینگو شرق آن را تشکیل داده بودند. سنت دومینگ امروزه به عنوان جمهوری هائیتی و سانتو دومینگو به عنوان جمهوری دومینیکن شناخته می‌شود. این جزیره در آنتیل بزرگ، که گروهی از جزایر در دریای کارائیب است و بخشی از هند غربی قرار گرفته‌است. در ابتدا اسپانیا ادعای مالکیت سنت دومینگ را داشت که بعداً این مستعمره را به فرانسه واگذار کرد. فرانسه از سال ۱۶۵۹ تا ۱۸۰۴ سنت دومینگ را تحت کنترل داشت و این کشور به پردرآمدترین مستعمره در امپراتوری استعماری فرانسه و همچنین در سراسر دریای کارائیب تبدیل شد.

### ساختار اجتماعی
جمعیت سنت دومینگ با یک سیستم کاست سفت و سخت طبقه‌بندی شده بود. جمعیت به سه گروه تقسیم می‌شدند. استعمارگران سفیدپوست، یا 'les blancs' از بالاترین رتبه بودند. این گروه به مقامات دولتی و صاحبان مزارع، که به آنها «گراند بلانکس» گفته می‌شد، و طبقه پایین‌تری از سفیدپوستان، که «پتیتس بلانک» نامیده می‌شدند، تقسیم می‌شد، که اینها معمولاً مغازه‌دار، صنعت‌گر و کارگر بودند. افراد رنگین‌پوست آزاد، مولاتوها یا 'gens de couleur libres' بودند که نوادگان پدران سفیدپوست و مادران سیاه‌پوست بودند. آنها نسبتاً تحصیلکرده بودند و معمولاً در مزارع یا در ارتش مدیر بودند. حتی برخی صاحب مزارع و برده‌های خود بودند. این اقشار همچنین شامل «افرانچی‌ها» می‌شد که نسل‌ها آزاد بودند، صاحب املاک و از حقوق قابل توجهی برخوردار بودند. با این حال، آنها از سمت‌های اداری و برخی مشاغل کنار گذاشته شده بودند. اعضای این قشر اغلب خود را همتای سفیدپوستان می‌پنداشتند، اما همچنان با تمایز اجتماعی مشخصی مواجه بودند. بردگان آفریقایی‌الاصل، مانند جرج بیاسو، پایین‌ترین رتبه را داشتند. در سال ۱۷۸۹، سنت دومینگ ۵۰۰۰۰۰ برده و ۳۲۰۰۰ سفیدپوست را در خود جای داد. این الگوی طبقه‌بندی استعماری پایه و اساس سیستم طبقاتی امروزی هائیتی را بنا نهاد.

## تضاد اجتماعی
استعمارگران سفیدپوست و بردگان سیاه‌پوست به‌طور مداوم در درگیری‌های خشونت‌آمیز بودند، که بسیاری از آن‌ها شامل «مارون‌ها» نیز می‌شد. پل فرگوسی، در کتاب رویاهای امپراتوری: ناپلئون و جنگ جهانی اول ۱۷۹۲–۱۸۱۵، تأکید می‌کند که هر یک از سه طبقه اجتماعی در سنت-دومینگ یکدیگر را تحقیر می‌کردند.

## انقلاب هائیتی

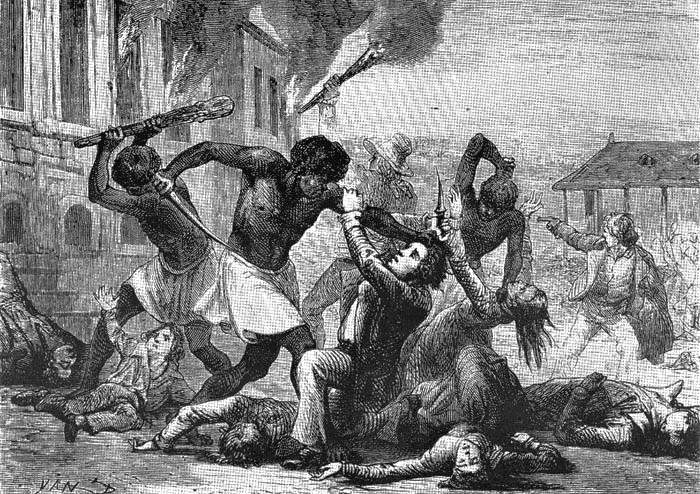
انقلاب هائیتی - تصویری از بردگان سیاهپوست در حال کشتن زمین‌داران سفیدپوست.

انقلاب هائیتی مجموعه‌ای از درگیری‌ها بود که در ۲۲ اوت ۱۷۹۱ آغاز شد و در ۱ ژانویه ۱۸۰۴ به پایان رسید. بردگان هائیتی، «افرانچی‌ها (سیاه‌پوستان آزاد)»، «مولاتوهای دورگه»، مستعمره‌نشینان، نیروهای سلطنت‌طلب فرانسه، نیروهای انقلابی فرانسه، و ارتش بریتانیا و اسپانیا در آن درگیر بودند. انقلاب در ابتدا قیامی علیه حاکمیت امپراتوری فرانسه بود. با این حال، بعداً به نبردی علیه نابرابری نژادی و سپس به‌طور کلی علیه بردگی تبدیل شد. توماس مادیو در کتابش «تاریخ هائیتی»، تأکید می‌کند که در ماه‌های اول نبرد، ژرژ بیاسو و ژان فرانسوا پاپیون مهم‌ترین رهبران شورشیان شدند. بیاسو به حدود ۴۰۰۰۰ برده دستور داد تا مزارع را بسوزانند و «سفیدهای بزرگ» را بکشند. بیاسو و پاپیون مذاکرات صلح با فرانسه را پیشنهاد کردند و اینکه بردگان در ازای آزادی شورش‌ها را توقف خواهند زد. فرانسه درگیر جنگ با چندین کشور و پادشاهی بود و از این رو این پیشنهاد را رد کرد. همزمان، بیاسو و پاپیون با اسپانیا که سانتو دومینگو را کنترل می‌کرد، تماس‌های غیررسمی برقرار کردند.

## رهایی برده‌ها در سنت-دومینگ
در سال ۱۷۹۲، فلیسیته سونتوناکس یک طرفدار الغای بردگی، برای حفظ نظم از فرانسه به سنت دومینگ فرستاده شد. او از سپتامبر ۱۷۹۲ تا ۱۷۹۵ فرمانروای واقعی سنت دومینگ بود. سونتوناکس همچنین به بردگانی که به ارتش او می‌پیوستند، آزادی داد. در سپتامبر و اکتبر ۱۷۹۳، بردگان در سرتاسر سنت دومینگ آزاد شدند. برخی از شورشیان، از جمله توسان لوورتور، از نیروهای کمکی سیاه‌پوستان عقب‌نشینی کردند، به سنت دومینگ برگشتند و از فرانسوی‌ها حمایت کردند.

## وفاداری به اسپانیا
بیاسو و فرانسوا به اسپانیا وفادار ماندند، علیرغم اینکه این بدان معنا بود که آنها باید علیه دوست سابق خود، لوورتور، بجنگند. بیاسو و فرانسوا هر دو تا پایان جنگ به دفاع از اسپانیا ادامه دادند. اسپانیا از این وفاداری سپاسگزار بود، اما با پایان یافتن جنگ، دولت اسپانیا دیگر نمی‌دانست با «گرگ‌های هائیتی» خود چه کند. انقلابیون مسلح، کاردان و از اعضای سابق یک ارتش بودند.
در ۴ فوریه ۱۷۹۴، تمام بردگان در تمامی مستعمرات فرانسه آزاد شدند. این طبق یک قانون اجرا شد و توسط کنوانسیون ملی فرانسه به تصویب رسید. با معاهده بازل در سال ۱۷۹۵، اسپانیا سانتو دومینگو را به فرانسه واگذار کرد. اسپانیا متعاقباً نیروهای کمکی سیاه‌پوستان را منحل کرد، که در نتیجه اعضای آن نیروها، از جمله بیاسو، می‌باید هیسپانیولا را ترک کنند.

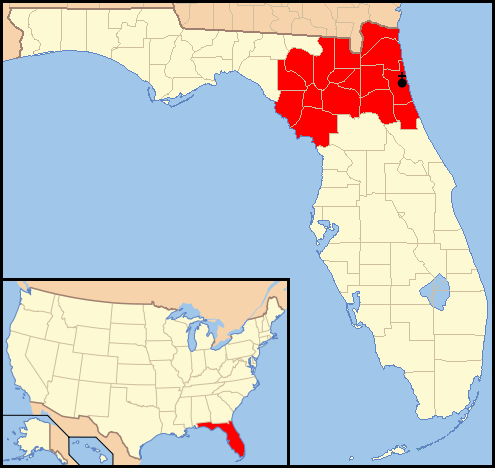
اسقف‌نشین سنت آگوستین، فلوریدا

## سنت آگوستین
در سال ۱۷۹۵، نیروهای کمکی سیاه‌پوستان سانتو دومینگو را ترک کردند و به کوبا رفتند. با این حال، مقامات کوبایی نگران بودند که حضور آنها باعث تحریک جنبش‌های بردگان در کوبا شود، لذا مانع ورود نیروهای کمکی سیاه‌پوستان شدند. در عوض، آنها به سمت سنت آگوستین، پایتخت فلوریدا شرقی، که تحت کنترل اسپانیا نیز بود، حرکت کردند.سنت آگوستین قبلاً قوانین برابری نژادی را در سال ۱۷۹۲ به اجرا درآورده بود و بدین ترتیب پناهگاهی برای بردگان رهایی یافته و حتی رعیت‌های سابق فراهم می‌کرد.
به محض ورود، فرماندار سنت آگوستین، خوان نپوموسنو د کوئسادا ای بارنووو، دو شب برای جورج و پیروان هائیتی‌اش، که آنها را خانواده خود می‌دانست، شام مهیا کرد. جورج نام خود را به «خورخه» تغییر داد و از آن پس یک ژنرال آزاد اسپانیایی شد. او به عنوان رهبر شبه‌نظامیان سیاه‌پوست سنت آگوستین منصوب شد که از فورت ماتانزاس فرماندهی می‌کرد.
اگرچه بیاسو تا حد زیادی به عنوان یک قهرمان تلقی می‌شد، اما خشونتی که او در تلاش برای کسب آزادی ایجاد کرد پنهان نبود.با توجه به این موضوع، استعمارگران و مدیران در فلوریدا از بیاسو می‌ترسیدند و نگران بودند که او ممکن است شورش بردگان را در فلوریدا نیز تشویق کند. آنها به ویژه خسته و فرسوده بودند زیرا تا همان موقع دو توطئه قیام بردگان، در پوینت کوپه لوئیزیانا، که نسبتاً نزدیک به فلوریدا است، وجود داشت.

## قانون اساسی ۱۸۰۱
همزمان که بیاسو در سنت آگوستین مستقر شد، ناپلئون بناپارت قانون اساسی جدید فرانسه را برای همه مستعمرات آن تدوین کرد. توسان لوورتور در ۷ ژوئیه ۱۸۰۱ قانون اساسی را تأیید و تبلیغ کرد و خود را به عنوان فرماندار هیسپانیولا معرفی کرد. در اصل ۳ قانون اساسی آمده است: «بردگان وجود ندارند، بندگی برای همیشه منسوخ است. همه انسان‌ها آزاد و فرانسوی به دنیا می‌آیند، زندگی می‌کنند ومی‌میرند».

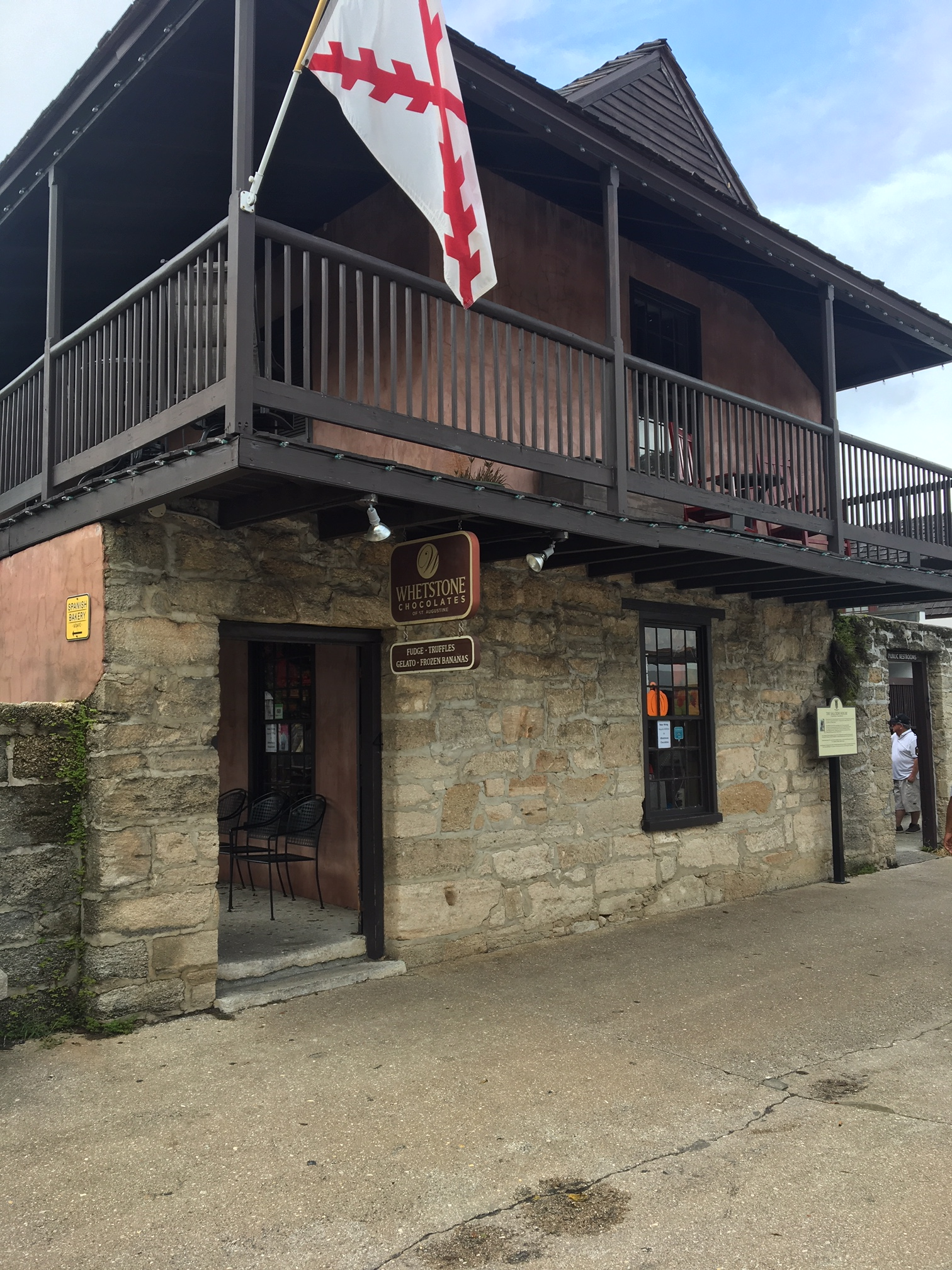
خانه سالسیدو در سنت آگوستین، عکس در سال ۲۰۱۸ گرفته شده است.

## سال‌های پایانی

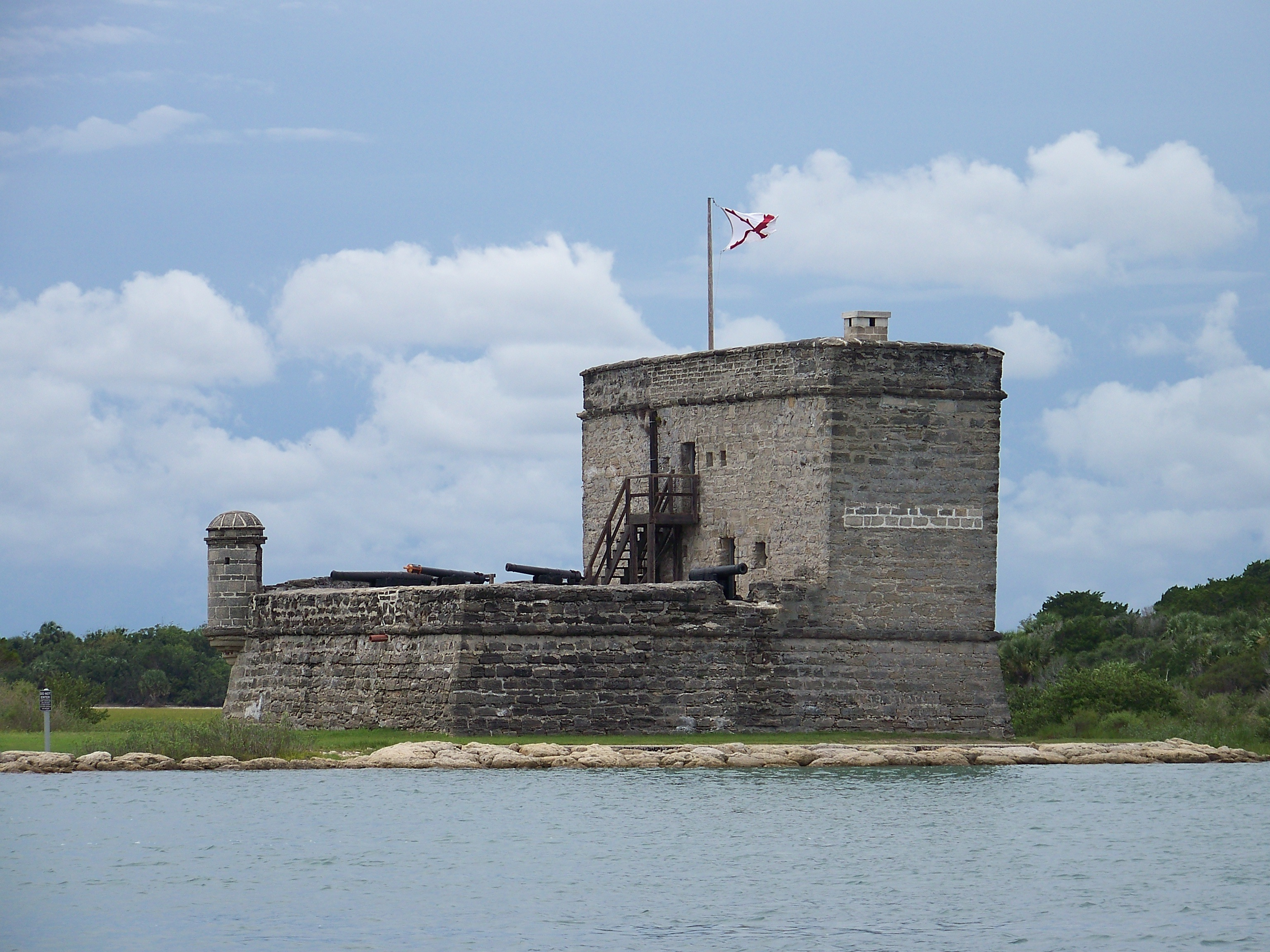
نمای رودخانه فورت ماتانزاس

جورج بیاسو در محلی معروف به خانه سالسیدو در سنت آگوستین زندگی می‌کرد. او مزرعه‌ای را که توسط بردگان خودش کشاورزی و کار شده بود خریداری کرد. بیاسو در آخرین سال‌های زندگی خود به خدمت به اسپانیا ادامه داد و از فلوریدا در برابر حملات سرخپوستان سمینول دفاع کرد. او ۱۰ سال به عنوان یک فرد آزاد زندگی کرد تا اینکه در ۱۴ ژوئیه ۱۸۰۱ در سن ۶۰ سالگی درگذشت.